# Французький рисак
Французька рисиста — порода легкозапряжних коней.

## Історія та особливості
Виведена в Нормандії схрещуванням місцевих коней з арабською, чистокровною верховою породою коней, норфолькською, американським рисаком та іншими породами.
Тварини з міцним кістяком, добре розвинутими холкою і спиною, сильні, витривалі, але пізньоспілі по жвавості. Основна масть гніда, рідше руда. Коней цієї породи використовують у кінному спорті, для поліпшення якостей робочих коней. 
Розводили також в Італії, НДР, ФРН, Швеції та деяких інших країнах. Завезені в СРСР коні цієї породи використовувались для поліпшення жвавості російської рисистої породи коней.